# Kömmlitz (Rötha)
Kömmlitz ist ein zum Ortsteil Oelzschau der Stadt Rötha gehöriges Dorf im sächsischen Landkreis Leipzig. Es wurde am 1. Oktober 1948 nach Oelzschau eingemeindet, mit dem es am 1. April 1996 nach Espenhain und am 1. August 2015 zu Rötha kam.

## Geographie

### Geographische Lage
Kömmlitz befindet sich südöstlich von Leipzig im östlichen Stadtgebiet von Rötha. Der Ort liegt zwischen den Bächen Markgraben im Norden und Fipper im Süden, welche westlich von Kömmlitz in die Gösel münden.

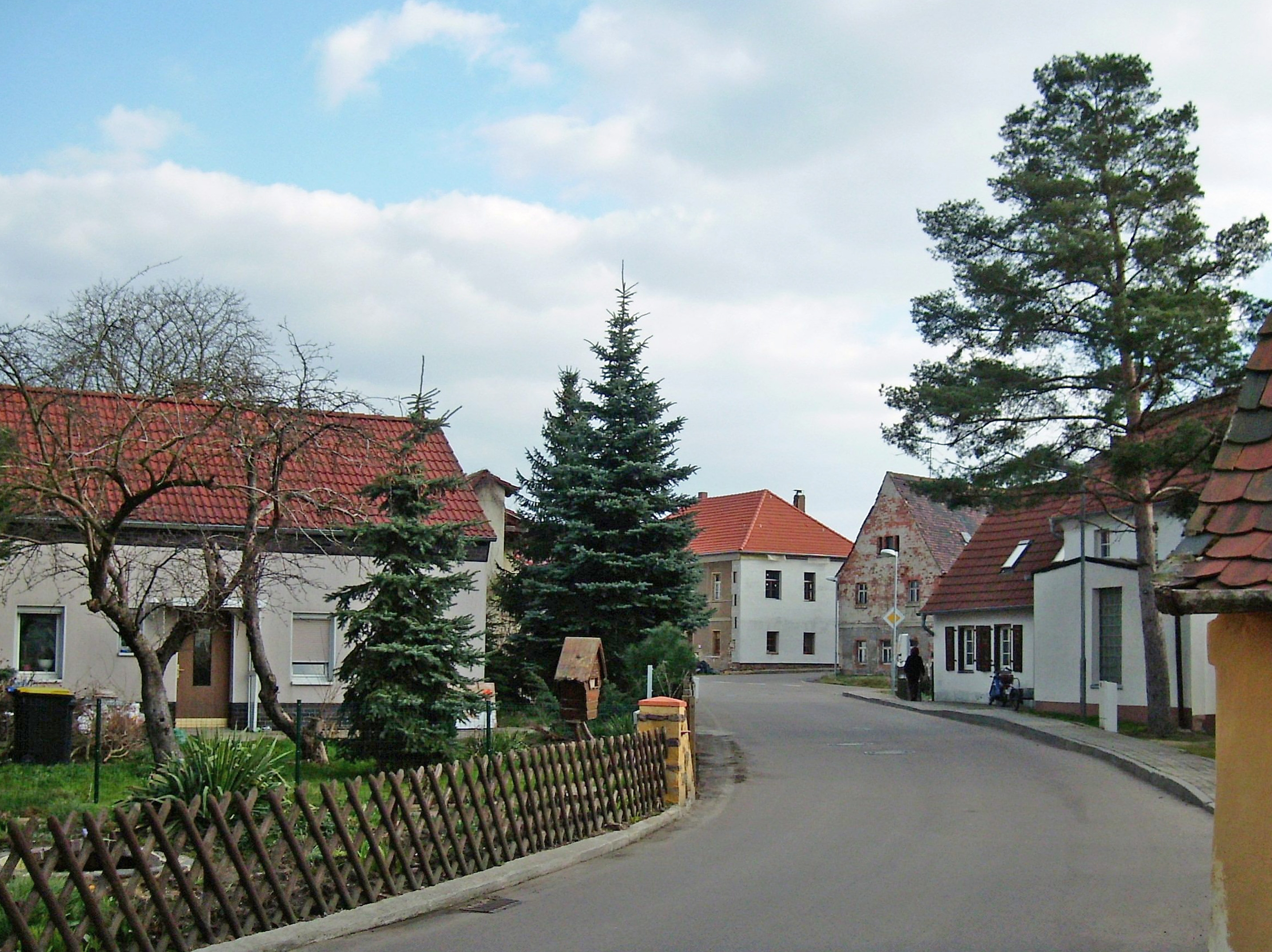
Dorfstraße in Kömmlitz

### Nachbarorte
|                                  | Oelzschau                                   |                       |
| Pötzschau (Gemarkung Dahlitzsch) | Kompassrose, die auf Nachbargemeinden zeigt | Rohrbach              |
| Mölbis                           | Trages                                      | Otterwisch, Hainichen |

## Geschichte

Kömmlitz auf einer Karte von 1907

Das Straßendorf Kömmlitz wurde im Jahr 1350 als Kimelicz, Kemelwicz erwähnt. Bezüglich der Grundherrschaft gehörte Kömmlitz um 1548 zum Rittergut Oelzschau. Spätestens ab 1681 bis in die zweite Hälfte des 18. Jahrhunderts war Kömmlitz im Besitz der Familie von Zehmen. Im 18. Jahrhundert ist in Kömmlitz ein Vorwerk erwähnt, das im Jahr 1764 in ein eigenständiges Rittergut umgewandelt wurde. Besitzer des Ritterguts Kömmlitz waren um 1793 die Familie von Hohenthal, zwischen 1819 und 1844 eine Frau von Rex, im Jahr 1901 Marie Leonhardt und 1925 Arno Bose. Kirchlich gehört Kömmlitz seit jeher zu Oelzschau. Im Gegensatz zu Oelzschau, welches zum Kreisamt Leipzig gehörte, lag Kömmlitz bis 1856 im kursächsischen bzw. königlich-sächsischen Amt Borna. Ab 1856 gehörte der Ort zum Gerichtsamt Rötha und ab 1875 zur Amtshauptmannschaft Borna.
Am 1. Oktober 1948 erfolgte die Eingemeindung von Kömmlitz nach Oelzschau. Durch die zweite Kreisreform in der DDR im Jahr 1952 wurde die Gemeinde Oelzschau mit Kömmlitz dem Kreis Borna im Bezirk Leipzig angegliedert, der 1990 als sächsischer Landkreis Borna fortgeführt wurde und 1994 im Landkreis Leipziger Land bzw. 2008 im Landkreis Leipzig aufging. Nachdem im Jahr 1980 das Baufeld Ost des Tagebaus Espenhain in Angriff genommen worden war, war das Gebiet von Oelzschau mit Kömmlitz für das Jahr 2010 zur Förderung der Braunkohlevorräte vorgesehen. Mit der Reduzierung der mitteldeutschen Braunkohleindustrie nach der politischen Wende in der DDR 1989 wurde auch der Tagebau Espenhain schrittweise geschlossen, wodurch Oelzschau und Kömmlitz von der Devastierung verschont blieben.
Oelzschau und Kömmlitz wurden am 1. April 1996 nach Espenhain eingemeindet, mit dem sie am 1. August 2015 Stadtteile von Rötha wurden. Seitdem bilden Oelzschau und Kömmlitz die Ortschaft Oelzschau der Stadt Rötha. Kömmlitz gilt bereits seit dem 1. März 2011 nicht mehr als eigenständiger Gemeindeteil.